# Matt Eskandari
Matt Eskandari (Irán, ? –) iráni származású amerikai filmrendező és forgatókönyvíró. Filmjei közzé tartozik a Victim és a 12 Feet Deep. Részt vett a Fox Studios és Steven Spielberg filmkészítői versenyén is, az On the Lot-on.

## Karrier
Matt a Dél-Kaliforniai Egyetemen járt. Diplomamunkája, a "The Taking" elnyerte a legjobb diákfilmnek járó díjat a Screamfesten. A filmes iskola elvégzése után Eskandarit beválasztották a Steven Spielberg filmrendezői versenyére, az On the Lotba. Egy évvel később debütált az IFC Films által kiadott Victim című filmmel, Stacey Haiduk főszereplésével. A Cannes-i Filmfesztiválon mutatták be.
2013-ban Eskandari rendezte a Game of Assassins című filmjét, amelyben Bai Ling és Dustin Nguyen szerepelt. Októberben debütált a Screamfesten. A filmet a Lions Gate Entertainment terjesztette a cannes-i fesztivált követően, és a Game of Assassins címet kapta. A filmért Eskandari számos elismerésben részesült, többek között a legjobb rendezőnek járó díjat az Asians On Film Festivaltól és a Winter Film Award legjobb játékfilmnek járó díját megkapta.  A hivatalos megjelenítés DVD-n és digitális VOD-n 2014. szeptember 23-án volt.
2016-ban Eskandari elkezdte forgatni egy új filmet, The Deep End címmel. A film szereplői között szerepelt Tobin Bell, Nora-Jane Noone, és Alexandra Park. A film címe végül 12 Feet Deep lett, és 2017. június 20-án mutatták be.

## Filmográfia
- The Taking (rövidfilm) 2004
- Retribution (rövidfilm) 2008
- Victim (2010)
- Game of Assassins (2013)
- 12 Feet Deep (2017)
- Trauma Center (2019)
- Éld túl az éjjelt! (2020)
- Kódolt kockázat (2020)
- Táv-felügyelő (2022)

## Fordítás
Ez a szócikk részben vagy egészben  a   Matt Eskandari című angol Wikipédia-szócikk ezen változatának fordításán alapul.  Az eredeti cikk szerkesztőit annak laptörténete sorolja fel. Ez a jelzés csupán a megfogalmazás eredetét és a szerzői jogokat jelzi, nem szolgál a cikkben szereplő információk forrásmegjelöléseként.